# Rudy Clavel
Rudy Geovanny Clavel Mendoza (ur. 10 października 1996 w Santa Ana) – salwadorski piłkarz występujący na pozycji środkowego obrońcy, reprezentant Salwadoru, od 2021 roku zawodnik FAS.
Jego brat Fernando Clavel również jest piłkarzem.